# Polargullpudra
Polargullpudra (Chrysosplenium tetrandrum) är en stenbräckeväxtart som först beskrevs av N. Lund, och fick sitt nu gällande namn av Th. Fries. Enligt Catalogue of Life ingår Polargullpudra i släktet gullpudror och familjen stenbräckeväxter, men enligt Dyntaxa är tillhörigheten istället släktet gullpudror och familjen stenbräckeväxter. Arten är reproducerande i Sverige. Inga underarter finns listade i Catalogue of Life.